# Sciasphondylia salviae
Sciasphondylia salviae är en tvåvingeart som beskrevs av Edwin Möhn 1960. Sciasphondylia salviae ingår i släktet Sciasphondylia och familjen gallmyggor.
Artens utbredningsområde är El Salvador. Inga underarter finns listade i Catalogue of Life.